# 克尼亞日奇 (法斯蒂夫區)
50°19′50″N 30°8′0″E / 50.33056°N 30.13333°E
克尼亞日奇（烏克蘭語：Княжичі）是位於烏克蘭北部的村莊，由基辅州法斯蒂夫區的博亞爾卡市鎮負責管轄。該村始建於1489年，面積2.13平方公里，海拔高度126米，2024年人口1500，人口密度每平方公里439.9人。